# Žaklin Žuber
Žaklin Žuber (фр. Jacqueline Joubert; 29. mart 1921 – 8. januar 2005), rođena kao Žaklin Aneta Edit Piere, bila je francuski spiker za kontinuitet televizije, producentica i rediteljka.

## Karijera
Prvi put se pojavila na televiziji 3. maja 1949. godine kao najavljivačica programa. Nakon što se prestala baviti ovim poslom, ona postaje voditeljica emisije "Rendez Vous avec...", čija je prva epizoda prikazana 2. marta 1952. U toj emisiji ona je razgovarala sa poznatim pevačima i mladim talentima francuske muzike. Bila je voditeljica Pesme Evrovizije u dva navrata. Prvi put 1959. godine, a drugi 1961. godine. 1966. postala je producentica i rediteljka.
Nakon što je bila direktorica Antenne 2, Žuber se počela baviti programom za omladinu 1977. godine.
Godine 1990, menadžerski tim Antenne 2 zamolio ju je da svoj posao preda mlađoj osobi, i da se povuče, čak i ako želi da se upusti u nove projekte. Iako je imala skoro 70 godina, ova penzija je za nju bila teška tranzicija, ali nakon dugih i bolnih pregovora, prihvatila je i povukla se u Neuilly-sur-Seine.

## Lični život
Bila je udata za novinara Georgesa de Caunesa (1953–60), majka TV zvezde Antoina de Caunesa, i baka glumice Emme de Caunes. Bila je udata i za Philippa Lagiera.

## Smrt
Umrla je u Neuilly-sur-Seine u Francuskoj 2005. godine, u dobi od 83 godine.

## Filmografija
- Paris Still Sings (1951)
- First Criminal Brigade (1962)